# Sites du tusi
Les sites de Tusi (chinois : 土司遗址 ; pinyin : tǔsī yízhǐ) sont trois des anciens sites de Tusi en Chine qui ont été désignés par l'UNESCO comme sites du patrimoine mondial, le 3 juillet 2015. Il s'agit du 48e site du patrimoine mondial en Chine. 

## Contexte
Le tusi était un chef de tribu nommé comme officiel par le gouvernement impérial en Chine impériale. Il s'agit d'un système politique adopté par les empereurs chinois pour gouverner les régions des minorités ethniques du centre-sud et du sud-ouest de la Chine. Le système a été utilisé pendant environ mille ans,. 

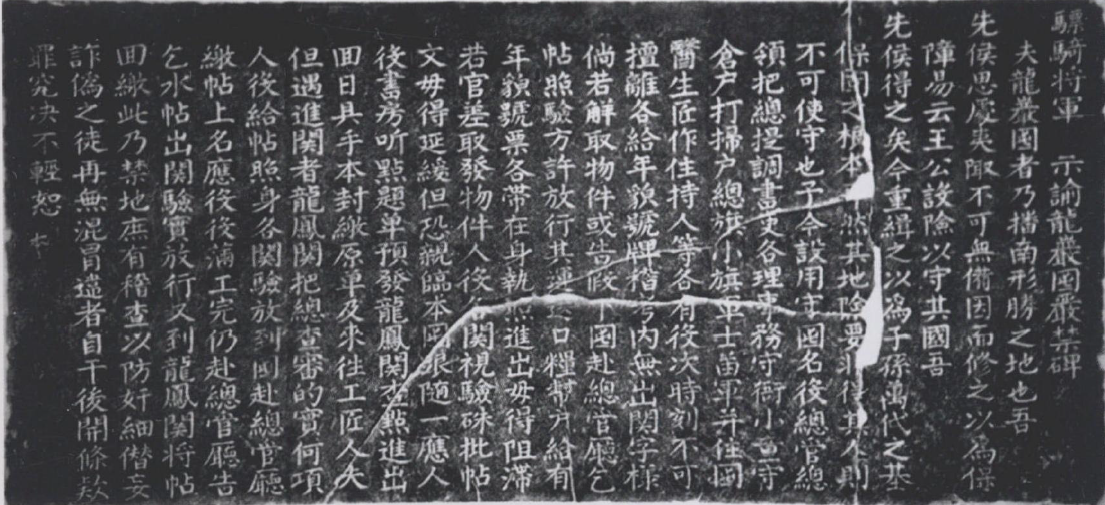
Un monument de Hailongtun

## Processus
Le 3 juillet 2015, les trois sites Tusi ont été ajoutés à la Liste du patrimoine culturel mondial lors de la 39e session du Comité du patrimoine mondial à Bonn, en Allemagne. Le comité a déclaré que le système Tusi visait à unifier l'administration nationale tout en permettant aux minorités ethniques de conserver leurs coutumes et leur mode de vie,.

## Les sites
| UNESCO N° d'inscription | prénom                             | Emplacement                          | Coordonnées                   | Région                                       |
| ----------------------- | ---------------------------------- | ------------------------------------ | ----------------------------- | -------------------------------------------- |
| 1474-001                | Domaine Laosicheng (en) Tusi       | Comté de Yongshun, Hunan             | 28° 59′ 55″ N, 109° 58′ 01″ E | Propriété: 534,24 ha Zone tampon: 1023,93 ha |
| 1474-002                | Domaine Tangya (en) Tusi           | Comté de Xianfeng, Hubei             | 29° 41′ 26″ N, 109° 00′ 19″ E | Propriété: 86,62 ha Zone tampon: 973,61 ha   |
| 1474-003                | Forteresse de Hailongtun (en) Tusi | District de Huichuan, Zunyi, Guizhou | 27° 48′ 42″ N, 106° 49′ 01″ E | Propriété: 160,42 ha Zone tampon: 1127,79 ha |

Source :